# AIK Fotbolls historia
AIK Fotbolls historia behandlar historien kring AIK Fotboll som är den år 1896 bildade fotbollssektionen i klubben AIK. Genom åren har AIK:s fotbollssektion tagit tolv stycken SM-guld (1900, 1901, 1911, 1914, 1916, 1923, 1932, 1937, 1992, 1998, 2009 samt 2018). Klubben har även vunnit Svenska cupen åtta gånger (1949/1950, 1950/1951, 1976, 1985, 1996, 1997, 1999, 2009). AIK är den klubb som spelat flest säsonger i Allsvenskan, då man spelat hela 78 gånger i den högsta serien sedan starten av Fotbollsallsvenskan 1924/1925. Endast fyra gånger har man spelat i den näst högsta serien, senast var 2005 då man spelade i Superettan.

## Historia

### Bildandet och de första åren (1896–1909)

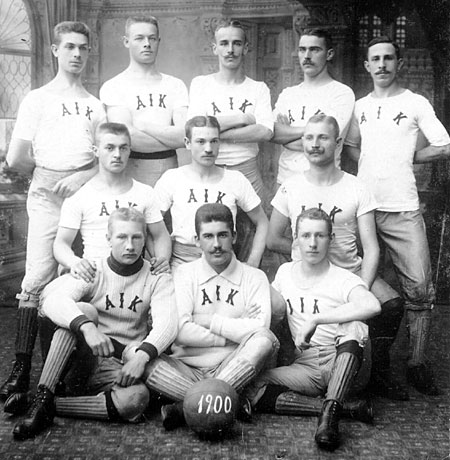
AIK:s första svenska mästare 1900. Bakre raden från vänster: Gunnar Juhlin, Herman Juhlin, Gunnar Franzén, Ocsar Norgren och B Bergquist (reserv för Knut Norgren). Mittraden: Hugo Berg, Fritz Carlsson, Gunnar Stenberg. Främre raden: David Jahrl, Edvin Sandborg, Karl G Andersson.

Klubben AIK grundades söndagen den 15 februari 1891 i Stockholm på Biblioteksgatan 8. Det var från början friidrott som utövades, men sommaren 1896 bildades fotbollssektionen inom AIK. Innan det var det endast Göteborg (i form av Örgryte IS), Uppsala och Gävle som "på riktigt" utövade fotboll. Det fanns ingen fast tränings- eller matchplats i Stockholm den här tiden och klubben fick använda en gräsplätt på Ladugårdsgärdet. Den första noterade framgången för AIK dateras till den 27 augusti 1897 på Gymnastik- och Idrottsförbundets idrottsfest. AIK:s första framträdande i SM var år 1898 då man spelade SM-final mot Örgryte IS. AIK förlorade dock finalen med 3-0.
Det första derbyt mot Djurgårdens IF spelades 1899 och vanns av AIK med 2-1. Lagen möttes även ytterligare två gånger detta år men båda gångerna så vann Djurgården - med 2-1 respektive 3-0. År 1900 vann AIK sitt första SM efter att ha vunnit turneringens enda match med 1-0 mot Örgryte IS. 1901 försvarade AIK SM-guldet efter att Örgryte IS lag II lämnat WO i finalen. Tidigare hade AIK vunnit över Örgryte IS lag I med 3-0. Det Svenska Bollspelsförbundet bildades 1902 och anordnade en serie för lag kring Stockholm, Klass I, som AIK lyckades vinna 1908 och 1909. Den lades dock ner när Svenska serien startade år 1910.
1896: Inget serie- eller cupspel

1897: Inget serie- eller cupspel

1898: 2:a (SM)

1899: Inget serie- eller cupspel

1900: 1:a (SM)

1901: 1:a (SM)

1902: 4:a (Svenska bollspelsförbundets serie klass I), inget cupspel

1903: Inget serie- eller cupspel

1904: Semifinal (SM), 2:a (Svenska bollspelsförbundets serie klass I)

1905: Semifinal (SM), 3:a (Svenska bollspelsförbundets serie klass I)

1906: 5:a (Svenska bollspelsförbundets serie klass I), inget cupspel

1907: Åttondelsfinal (SM), 1:a (Svenska bollspelsförbundets serie klass II)

1908: Kvartsfinal (SM), 1:a (Svenska bollspelsförbundets serie klass I)

1909: Kvartsfinal (SM), 1:a (Svenska bollspelsförbundets serie klass I)

### Svenska serien (1910–1924)
År 1910 spelade AIK i den nyinvigda Svenska serien, som led av många WO-matcher och andra problem, främst ekonomiska problem samt bristen på idrottsplatser. Det var nära att AIK inte blev invald i serien - de valdes endast in som åttonde och sista lag. AIK kom tvåa i den första upplagan av Svenska serien. 1911 tog AIK sitt tredje SM-guld efter en finalvinst med 3-2 mot IFK Uppsala. 1914 vann AIK sitt fjärde svenska mästerskap efter 7-2 i finalen mot Hälsingborgs IF. Klubben vann även DM samt den Wicanderska Skölden (som var en prestigefylld tävling) detta år. 1915 var inte lika lyckosamt för AIK men efter en väldigt stark vårsäsong kom AIK tvåa i Svenska serien, efter IFK Göteborg.
Det efterföljande året, 1916, möttes lokalrivalerna AIK och Djurgården i SM-finalen. AIK vann matchen med 3-1 (efter 3-0 i halvtid) och blev således svenska mästare 1916. Men redan året därpå förlorade AIK mot Djurgården i SM-finalen. Rudolf "Putte" Kock, som är en av de största spelarna i AIK, debuterade 1919 - samma år som han debuterade för det svenska A-landslaget. 1923 vann AIK östgruppen (serien hade delats upp i två regionala serier på grund av resekostnader) och fick spela mot GAIS i finalen, som man dock förlorade med 5-1 totalt. Det blev ytterligare ett SM-guld, det sjätte för AIK, efter en finalseger över IFK Eskilstuna med 5-1 i finalen 1923. 1924 spelade man återigen i final i Svenska serien och förlorade även den gången, då mot Örgryte IS med totalt 0-2.
1910: 2:a (Svenska serien) samt åttondelsfinal i SM 1910

1911/1912: 4:a (Svenska serien) samt svenska mästare 1911

1912/1913: 3:a (Svenska serien) samt semifinal i SM 1912

1913/1914: 4:a (Svenska serien) samt semifinal i SM 1913

1914/1915: 2:a (Svenska serien) samt svenska mästare 1914

1915/1916: 2:a (Svenska serien) samt semifinal i SM 1915

1916/1917: 3:a (Svenska serien) samt svenska mästare 1916

1917: Final (SM), inget seriespel

1918: Final (SM), inget seriespel

1919: Inget serie- eller cupspel

1920/1921: 8:a (Svenska serien) samt kvartsfinal i SM 1920

1921: Kvartsfinal (SM)

1922/1923: 1:a i östgruppen (Svenska serien), förlust i finalen samt åttondelsfinal i SM 1922

1923/1924: 1:a i östgruppen (Svenska serien), förlust i finalen samt svenska mästare 1923

### Allsvenskans start (1924–1928)
I och med Allsvenskans start inleddes en ny era i svensk fotboll. Sverige hade länge saknat en rikstäckande serie med ned- och uppflyttning, och 1924 infriades således önskningarna om en sådan. Även om lag norr om Gästrikland inte fick deltaga förrän säsongen 1953/54. Allsvenskan, som kallades storserien till en början, blev en stor succé. AIK gick lyckades inte vinna under de inledande åren av Allsvenskan, utan istället vanns den av lag från Göteborg. De tre göteborgslagen (Örgryte IS, GAIS och IFK Göteborg) delade på de allsvenska segrarna och AIK kom femma (efter göteborgslagen samt Hälsingborgs IF) de tre första åren av Allsvenskan och sjua det fjärde året.
1924/1925: 5:a (Allsvenskan)

1925/1926: 5:a (Allsvenskan)

1926/1927: 5:a (Allsvenskan)

1927/1928: 7:a (Allsvenskan)

### Första allsvenska segern (1928–1932)
Det var säsongen 1928/1929 som Allsvenskan för första gången inte vanns av ett lag från Göteborg, utan den vanns av Hälsingborgs IF. För AIK gick det sämre och kom 9:a av 12 lag och var endast en poäng från nedflyttning. Säsongen efter kom AIK femma och Hälsingborg vann återigen serien. Säsongen 1930/1931 kom AIK tvåa, den bästa placeringen någonsin i Allsvenskan för laget och säsongen därefter överträffades detta: för första gången någonsin vann AIK Allsvenskan, detta efter en direkt avgörande match mot Malmö FF som slutade oavgjort. Under dessa år var publiktillströmningen till Stockholms stadion större än vanligt och det kom idéer om en ny fotbollsarena i stockholmsområdet.
1928/1929: 9:a (Allsvenskan)

1929/1930: 5:a (Allsvenskan)

1930/1931: 2:a (Allsvenskan)

1931/1932: 1:a (Allsvenskan)

### Det andra allsvenska guldet (1932–1937)
Förväntningarna om ytterligare ett guld infriades inte säsongen 1932/1933 och inte heller 1933/1934, efter att AIK slutat fyra respektive sjua. Men därefter gick det bättre - 1934/1935 slutade de tvåa efter IFK Göteborg och 1935/36 slutade de tvåa efter IF Elfsborg. Efter de två andraplatserna lyckades AIK knipa guldet, det åttonde SM-guldet och andra allsvenska guldet, efter att ha vunnit Allsvenskan hela nio poäng före IK Sleipner, vilket i dagens trepoängsystem skulle varit hela 14 poängs marginal. Det var även under guldsäsongen som AIK:s nya hemmaplan Råsunda fotbollsstadion invigdes i Solna, vilket var den tidens största arena för idrottsevenemang i Sverige tillika nationalarena för det svenska herrlandslaget i fotboll. Den första matchen som spelades var AIK mot Malmö FF.
1932/1933: 4:a (Allsvenskan)

1933/1934: 7:a (Allsvenskan)

1934/1935: 2:a (Allsvenskan)

1935/1936: 2:a (Allsvenskan)

1936/1937: 1:a (Allsvenskan)

### Det andra världskriget (1937–1945)
Säsongen 1937/1938 blev något av en besvikelse och AIK slutade i mitten av tabellen, rättare sagt 6:a. Året därefter gick bättre och AIK slutade till slut tvåa efter IF Elfsborg, vilket var den högsta placeringen under andra världskrigets period. Allsvenskan påverkades en del av kriget, däremot inte på grund av bombade arenor utan för att en del spelare blev inkallade under krigets gång och det var osäkert vilka spelare lagen kunde tillgå till under säsongen. AIK betedde sig som ett riktigt jojo-lag och kom bland annat trea två gånger men också sjua två gånger. Den sämste noteringen var 1941/1942 då AIK hamnade på en nionde plats av tolv lag.
1937/1938: 6:a (Allsvenskan)

1938/1939: 2:a (Allsvenskan)

1939/1940: 6:a (Allsvenskan)

1940/1941: 3:a (Allsvenskan)

1941/1942: 9:a (Allsvenskan)

1942/1943: 7:a (Allsvenskan)

1943/1944: 3:a (Allsvenskan)

1944/1945: 7:a (Allsvenskan)

### Efterkrigstiden (1945–1951)

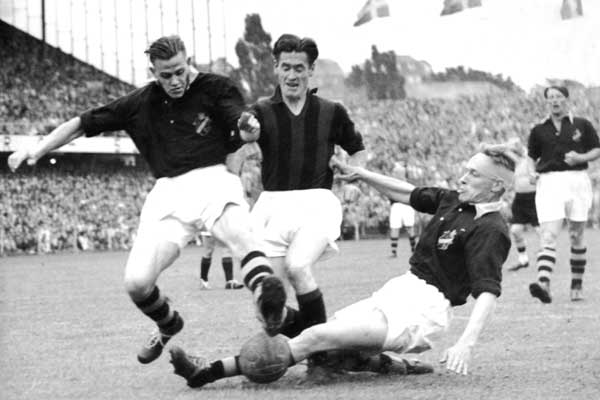
AIK mot AC Milan på Råsunda 1950. Nils Liedholm stoppas av Lennart Karlsson och Ivan Bodin.

Efter krigets slut 1945 var det fritt fram för internationella fotbollsmatcher igen och en match står ut i historien. Det var AIK:s match mot Charlton Athletic FC från England. Med en kvart kvar av matchen stod det hela 7-1 till det engelska laget men trots det lyckades AIK hämta upp och vid full tid stod det 7-7. I Allsvenskan denna säsong, 1945/46, lyckades AIK endast komma på en sjätteplats. Däremot gick det bättre 1946/47 då AIK lyckades komma på en andraplats, sex poäng efter IFK Norrköping. Även säsongen efter var AIK med i toppen och slutade till slut trea. 1948/49 och 1949/50 kom AIK femma respektive fyra innan något som aldrig hade hänt tidigare hände i svensk fotboll.
AIK kom på elfte plats i Allsvenskan säsongen 1950/1951 och flyttades således ner till Division 2. Det blev en rysare när Allsvenskan väl skulle avgöras i sista omgången. AIK mötte Malmö som inte vunnit på 49 matcher och hade tre poäng mindre och tre mål sämre målskillnad än IF Elfsborg (samt färre gjorda mål) som skulle möta Örebro. Med andra ord var Örebro tvungna att vinna med 3-0 samtidigt som AIK vann, alternativt att AIK vann med 3-0 eller mer och Örebro vann över Elfsborg. AIK tog sig an den svåra uppgiften att besegra Malmö och gjorde det också, med 1-0. Däremot vann Örebro endast med 2-0 och AIK åkte ut efter att Elfsborg hade fler gjorda mål.
Noterbart är att säsongen 1949/1950 vann AIK Svenska Cupen.
1945/1946: 6:a (Allsvenskan)

1946/1947: 2:a (Allsvenskan)

1947/1948: 3:a (Allsvenskan)

1948/1949: 5:a (Allsvenskan)

1949/1950: 4:a (Allsvenskan) samt guldmedalj i Svenska Cupen

1950/1951: 11:a (Allsvenskan)

### Första säsongen i andradivisionen och Kurt Hamrin (1951–1957)
Sommaren 1951, det vill säga sommaren innan säsongen i andradivisionen skulle börja, gick det inte bra tävlingsmässigt. AIK deltog i Svenska cupen, men åkte ut redan i första omgången mot Åtvidabergs FF, efter en förlust med 2-1 på bortaplan inför 1390 åskådare. Men AIK:s vistelse i den svenska andradivisionen 1951/1952 skulle bara bli ettårig, vilket hävdades även på förhand. AIK började mycket bra genom att i första matchen vinna med 4-0 mot den på förhand främsta utmanaren, Sandvikens IF. Efter att ha spelat oavgjort mot Hammarby IF, 5-5, följde fjorton segrar för AIK vilket innebar att de var klara för Allsvenskan redan i början av maj, då seriesegrarna gick upp direkt utan något kval.
Under detta år debuterade två stycken AIK-profiler, Ingvar "Tjotta" Olsson, som efter en långvarig skada nu fick visa att han verkligen var en målskytt. Och så en av de största inom svensk fotboll, nämligen Kurt Hamrin, som debuterade som sjuttonåring mot Hammarby IF (0-0) i den näst sista omgången den 23 maj. Han gjorde dock ingen succé och presterade inget märkvärdigt på högeryttern.
Säsongen därefter, Fotbollsallsvenskan 1952/1953 var AIK tillbaka i Allsvenskan. AIK gjorde en säsong som liknar den de gjort många gånger förr och hamnade till slut på den vanligaste AIK-placeringen genom tiderna, en femteplats. Trots den relativt höga placeringen hade man denna säsong mer kontakt med bottenlag än topplagen. Med en dålig inledning, en poäng på de fyra första matcherna, fanns det en rädsla för ytterligare en degradering. Men sedan vann de fyra raka matcher och lämnade bottenstriden. Sedan vann laget de fyra sista matcherna som gjorde så att AIK kunde placera sig på en femteplats. Malmö FF vann före IFK Norrköping och Djurgårdens IF. Svenska cupen spelades inte detta år.
Värt att nämna från den här säsongen är den sista matchen mot IFK Norrköping. Norrköpingslaget ledde med 3-0 när det återstod tjugofem minuter av matchen. Då fick AIK en straff och Ivan Bodin gick fram för att slå den. Han missade dock straffen och AIK:s chanser till en upphämtning verkade ha gått förlorade. Men två minuter senare så springer "Tjotta" Olsson fram på högerkanten och slår ett inlägg mot John Göras som står mitt framför mål, och han placerar in bollen i mål. AIK satte sitt andra mål bara tre minuter senare, då Bertil Bäckvall slog en långboll över Norrköpingsförsvaret fram till Kurt Hamrin som slog bollen i mål. Sedan, i den 76:e matchminuten, gjorde antingen Kurt Hamrin eller "Tjotta" Olsson mål, vem som var sist på bollen är oklart, men AIK hade i alla fall kvitterat till 3-3. Med endast sex minuter kvar hände det omöjliga när "Tjotta" Olsson gör mål på passning av Kurt Hamrin, 4-3 till AIK mot IFK Norrköping inför 18712 personer på Råsundastadion.
I en mycket jämn Allsvenska 1953/54 låg AIK på elfte plats (det vill säga näst sista plats) efter höstsäsongen. Eftersom hela tre lag åkte ur detta år så var risken för ytterligare nedflyttning uppenbar. Men då presterade AIK en av sina bästa vårsäsonger någonsin. AIK vann mot till exempel IFK Göteborg borta (4-1), Hälsingborgs IF hemma (4-1), GAIS borta (5-1), Jönköpings Södra IF hemma (3-0), Sandvikens IF borta (4-0) och IFK Norrköping hemma (5-0). Dessa segrar innebar bland annat att AIK hade chansen att ta SM-guld inför den sista omgången. Då hade AIK en andraplats, två poäng efter serieledande GAIS, men AIK hade bättre målskillnad. Men AIK tog inte SM-guld eftersom Degerfors IF vann med 2-0 och GAIS spelade 0-0 i sista omgången. AIK slutade till slut fyra, tre poäng efter GAIS som vann Allsvenskan.
Det var våren 1954 som folk började tala om AIK och "smoking" i samband med AIK:s matcher och det är därifrån smeknamnet "smokinglirarna" kommer ifrån. Dessutom hade AIK:s dåvarande tränare George Raynor, som var tränare för det svenska OS-laget 1948 (då Sverige tog guld), initierat en så kallad "Nursey Section", en satsning på lovande ungdomar, i AIK, som den här säsongen började ge resultat i och med Kurt Hamrin men även Kurt Liander och Bengt Anlert.

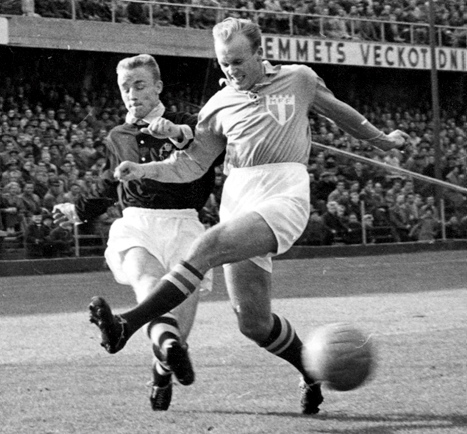
Prawitz Öberg (Malmö FF) och Kurt Liander (AIK) på Råsunda 1956.

Fotbollsallsvenskan 1954/1955 vann Kurt Hamrin AIK:s skytteliga, som var lagets starkast lysande stjärna. Man var även med i tätstriden detta år och vann en ren seriefinal mot Djurgårdens IF i omgång 20 med 2-0 inför 39696 åskådare. Men AIK avslutade dock säsongen med två riktigt svaga plattmatcher mot IFK Göteborg och Hammarby, med 3-5 respektive 1-2. Detta innebar att AIK, för första gången någonsin, inte var Stockholms bästa lag, vilket man fick infinna sig i en lång tid framöver.
Hösten 1955 blev Kurt Hamrins sista tid i AIK-tröjan. På 12 matcher gjorde 13 mål och han sänkte även Hammarby IF med fyra mål i en match som slutade 6-1 till AIK. Hösten var mycket bra, bortsett från två bottennapp, 0-3 mot Degerfors IF och 0-4 mot IFK Norrköping. När "Kurre" Hamrin blev proffs i Juventus så åkte AIK ned i tabellen och blev ett medelmåttigt lag. Till slut hamnade man på en femteplats i Fotbollsallsvenskan 1955/1956. Under  den första halvan av 1956 spelar laget två vänskapsmatcher mot Östtyska SC Dynamo Berlin. Den första matchen förlorade man med 2-4 framför 12,000 åsådare på Walter-Ulbricht-Stadion i Östberlin den 30 mars 1956. Den andra matchen spelades som en del av en vänskapsturnering i Sverige. Matchen slutade oavgjort 0-0 på Tunavallen den 19 juni 1956.
Medan Malmö FF och IFK Norrköping nästan turades om att vinna guld så fick AIK se sig slagna av Djurgården igen, då man blev förbipasserade i slutomgångarna. AIK slutade säsongen 1956/1957 på en sjätteplats. AIK stod dock för två uppmärksammade matcher. Den ena matchen var 0–1-vinsten i premiären borta mot IFK Göteborg. Göteborgslaget var storfavoriter inför matchen men AIK kunde, efter suveränt målvaktsspel av Jörgen Ekengren och ett påpassligt mål av Kurt Liander, vinna matchen med 1–0. Den andra matchen var bortamatchen mot Malmö FF senare under hösten. Man låg under med 1–4 med 30 minuter kvar, men Ingvar "Tjotta" Olsson stod för ett så kallat "hat-trick" och vände matchen till 4–4. AIK blev i denna match även blåsta på en straff, då en AIK-spelare blev fasthållen när han skulle slå in vinstmålet. 1956/1957 blev en säsong då AIK hade mycket blandade publiksiffror, den sämsta var hemma mot IFK Göteborg i den betydelselösa sista matchen då endast 2 201 personer tog sig till Råsunda, men hemma mot Djurgårdens IF en månad tidigare kom cirka 34 000 åskådare.

### Maratonallsvenskan och bottenplaceringar (1957–1961)
Fotbollsallsvenskan 1957/1958, eller i folkmun Maratonallsvenskan, fick anpassas efter fotbolls-VM 1958 som spelades i Sverige. Detta innebar en allsvenska som spelades hösten 1957 samt våren och hösten 1958. Denna omläggning av serien gjorde att man fick spela 33 matcher. AIK inledde säsongen dåligt, bland annat med 0-5 mot IFK Norrköping i premiären och efter nio omgångar hade de endast samlat ihop fyra poäng och låg sist i tabellen. Våren fortsatte nästan lika dåligt med 6-0-vinsten över den blivande jumbon Motala AIF som den enda ljuspunkten. Inför VM-uppehållet var det AIK, Sandvikens AIK och Motala AIF som kämpade om att inte bli nedflyttade till division 2. Men efter VM gick det bättre och de tog fyra raka segrar, bland annat 3-2 borta mot IFK Göteborg. Med fyra omgångar kvar var det klart att AIK skulle få spela i Allsvenskan även säsongen därefter.
Säsongen 1959 var den säsong då de flesta publikrekord slogs: Örgryte hade ett hemmasnitt på 25 520 personer per match, IFK Göteborg - Örgryte sågs av drygt 52 000 åskådare och snittet för hela allsvenskan låg över 13 000 personer per match. Detta gällde inte för AIK som inte slog några publikrekord. AIK fick ett hemmasnitt på 13 640. AIK hade på vårsäsongen tagit 11 poäng på 11 matcher, men på höstsäsongen gick det sämre. Med två omgångar kvar att spela låg man bara en poäng över nedflyttningsplatsen, och det var en 2-0-seger över Sandvikens IF som räddade AIK kvar i allsvenskan detta år. En av anledningarna till att det gick sämre för AIK var att man inte hade de profiler, som krävdes för att vara en toppklubb. 1959 var man det tredje bästa laget i Stockholm, efter både Hammarby IF och Djurgårdens IF. Även AIK:s ekonomi var dålig och läget var instabilt inför 1960-talet.

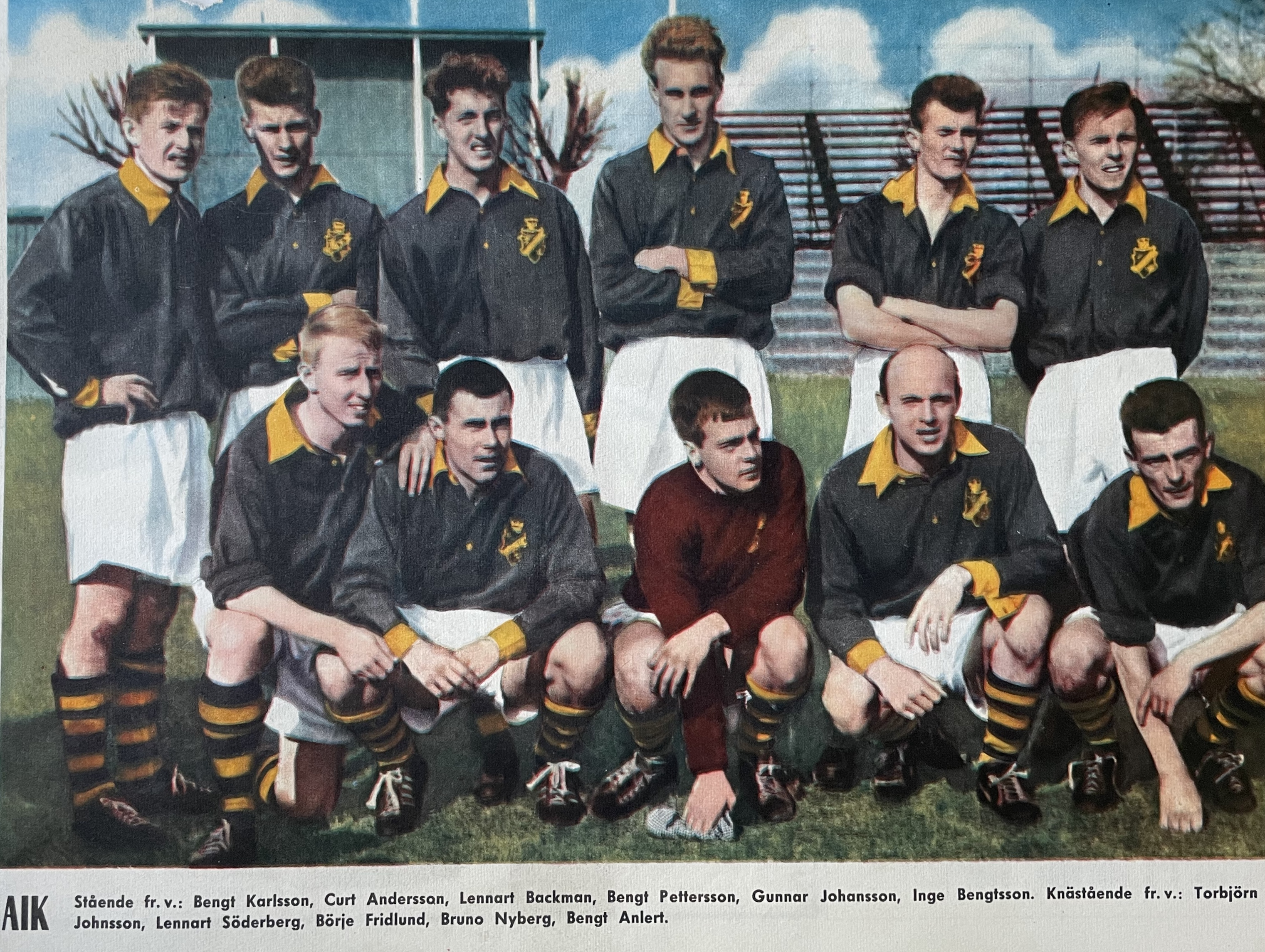
AIK:s lag 1960 med bland andra Bengt Anlert, Lennart Backman och Lennart Söderberg.

Den efterföljande säsongen var inte heller lyckad och de var återigen inblandade i bottenstriden. Detta år var dock de flesta lagen i Allsvenskan inblandade. Till och med de svenska mästarna Djurgårdens IF var inblandade i denna bottenstrid. När AIK i omgång 15 förlorade årets andra derby mot Djurgårdens IF så såg det inte bra ut för AIK:s del. Då hade både Djurgården och AIK tio poäng och allt talade för att de skulle göra upp om vem som skulle spela i division II (som andradivisionen hette då) säsongen därefter. Men då förlorade AIK inte en enda av de sju sista matcherna för säsongen. Trots detta fick AIK vänta till den sista omgången för att vara klara för allsvenskt spel kommande säsong då Hälsingborg vann över Djurgården samtidigt som AIK vann över Örgryte IS. Detta resulterade i att Djurgårdens IF flyttades ner, tillsammans med Jönköpings Södra IF.
AIK åkte ur Allsvenskan säsongen 1961 och detta skedde på grund av en smått osannolik händelse. Inför den sista omgången hade AIK 18 poäng, lika många poäng som Hammarby IF. Men AIK hade en bättre målskillnad och det skulle kunna räcka med en oavgjort i sista matchen mot Degerfors IF. Hammarby mötte i sin tur IFK Göteborg. För AIK:s del såg det länge bra ut - Göteborg ledde med 3-1 och AIK hade 0-0 mot Degerfors borta. Men då hände det osannolika: Hammarby vände till 3-3 samtidigt som AIK förlorade med 0-2.

### Kvaldramatik och första internationella cupen (1962–1970)
AIK skulle säsongen 1962 spela sin andra säsong i den näst högsta division någonsin. Man gjorde inför säsongen stora ändringar i ledning och styrelse, bland annat fick man en ny tränare, "Moggli" Gustafsson - vilket blev ett lyckokast, eftersom "Moggli" spred gott humör omkring sig och att hans önskade spelstil och pedagogik var lättare att förstå. Man vann division 2 Svealand utan några större problem, segermarginalen var 5 poäng och gick vidare till ett kval tillsammans med de andra division 2-segrarna IS Halmia, IFK Holmsund och Landskrona BoIS.
Kvalet blev historiskt, inte bara för AIK:s del, utan i det stora hela på grund av den dramatik som kvalet bjöd på. Man skulle spela en hemmamatch, en bortamatch och en på neutral plan. AIK vann hemmamatchen mot IFK Holmsund med 3-1 samtidigt som Halmia vann över Landskrona med 3-0 och allt gick planenligt. Men sedan stod AIK för årets plattmatch och man förlorade mot Landskrona med 3-1, medan Halmia vann med 3-0 igen. Inför den sista omgången var läget följande: Halmia var i praktiken klara för Allsvenskan och hade 6-0 i målskillnad samt 4 poäng, AIK hade 2 poäng med målskillnaden 4-4, Landskrona hade 2 poäng men 3-4 i målskillnad och Holmsund hade 0 poäng och var i praktiken avsågade med 1-6 i målskillnad. AIK skulle möta Halmia och Landskrona skulle möta bottenlaget Holmsund. Men Holmsund förvånade alla genom att ta ledningen mot Landskrona på den neutrala planen i Örebro, precis som AIK gjorde mot Halmia på Malmö Stadion. Så långt var allt väl och AIK och Halmia skulle gå till Allsvenskan - Landskrona skulle behöva göra 3 mål för att gå förbi AIK och gå till Allsvenskan. En liten stund innan slutsignalen så redovisades slutresultatet i matchen mellan Landskrona och Holmsund, där Landskrona gjort 3 mål och vunnit med 3-1. Då sprang en Halmia-supporter in på planen mellan AIK och Halmia - vilket försenade matchen. Följden blev ett tidstillägg vilket AIK utnyttjade på bästa sätt. I de sista övertidssekunderna, kanske hade domaren redan satt pipan till munnen, så skjuter Benny Söderling ett skott mellan två Halmiaförsvarare. Det var ett sagolikt mål, ett av de viktigaste genom tiderna för AIK, för det innebar att AIK skulle få spela i Fotbollsallsvenskan 1963.
AIK gjorde 1963 en strålande comeback i Allsvenskan och slutade på en ärofylld tredjeplats, efter IFK Norrköping och Degerfors IF. Denna trio drog tidigt ifrån i början av Allsvenskan och var aldrig riktigt hotade och det var först i omgång 19 som AIK:s guldchanser då man förlorade mot IFK Göteborg borta med 4-0. Detta var bottennappet denna säsong, men det finns många andra matcher att minnas: 7-1-segern över Hälsingborgs IF och 6-1-segern över Degerfors IF samt två oavgjorda matcher mot mästarna IFK Norrköping. Noterbart är även att AIK vann publikligan igen med ett snitt på 17624 åskådare, ett snitt som mer än väl skulle stå sig bra även idag.
1964 var det meningen att AIK skulle befästa sin position i toppen, på grund av goda förutsättningar. Laget var nästan intakt från 1963, nu hade man även allsvensk rutin och två intressanta spelare hade tillkommit. Det var Halmias vassa anfallare Lars Sjöström och så hade den egna produkten Jim Nildén växt sig större fotbollsmässigt. Intresset för AIK var också på topp, den inledande matchen mot IFK Norrköping drog 22509 åskådare och den andra hemmamatchen drog 22085 åskådare. Förväntningarna infriades dock inte och AIK slutade på en sjundeplats. Vann gjorde Djurgårdens IF efter otroligt dåliga insatser av Malmö FF i slutet, då Malmö ledde med 6 poäng med fyra omgångar kvar samt att man hade en straff i de sista sekunderna i den sista matchen - mål där skulle ha inneburit guld.
1964 var också det första året AIK deltog i Intertotocupen, eller Tipscupen, som man dock inte tog seriöst. Det blev dock idel hemmasegrar för AIK:s del.
AIK kom dock tillbaka till toppen året därpå, 1965, vilket också publiken gjorde efter förra årets lite sämre snitt som lyftes upp av inledningsmatcherna och derbyt mot Djurgården. Tredjeplatsen man till slut nådde skulle inte överträffas förrän 90-talet och publiksnittet skulle AIK inte vara nära vid under 1900-talet. Publiksnittet låg strax över 15000 per match.
Som det ofta brukade vara så var det en man som låg bakom det mesta under säsongen. Owe Ohlsson, som kommit från IFK Göteborg, hade gjorde 101 mål på 8 säsonger i sitt gamla lag och blev den spelare AIK länge saknat. Han gjorde 12 mål under säsongens 12 matcher samt så gjorde han ett par assist. Även försvarsspelet fungerade bra för AIK:s del - som dock fick klagomål på grund av ett tråkigt och målsnålt spel. 6-2 var målskillnaden efter sex spelade matcher. AIK hängde med länge i toppen, men var ett ytterst instabilt lag - en 5-1-förlust mot IF Elfsborg följder upp av en 8-1-vinst mot Hammarby IF till exempel. Det var i den 20:e omgången, återigen i en match mot IFK Göteborg, då AIK tappade möjligheterna till guld efter förlust med 3-1.
I skuggan av Allsvenskan fick AIK även debutera i de riktigt stora europeiska cuperna. Detta skedde i Mässcupen, föregångaren till UEFA-cupen. AIK slog ut belgiska Daring med 3-1 hemma och 0-0 borta men åkte ut i omgång 2 mot Servette FC från Schweiz. Detta skedde efter en hemmavinst med 2-1, som tyvärr följdes upp av att man förlorade borta med 4-1. Debuten var dock ingen publikmagnet, mindre än tusen personer tog sig till Råsunda dessa två hemmamatcher.
1966 spelade AIK inför den högsta publiksiffran under 1900-talet: 80 000 betalande åskådare tog sig till en Tipscup-match borta mot polska Gornik Zabrze. Matchen var en del i ett större program, vilket antagligen drog sin del åskådare. Men det var inte många som tog cupen på allvar, möjligen endast polackerna. AIK hade till exempel problem att få ihop ett fullt lag inför matchen. Det som var mest nämnvärt denna säsong var en nykomling vid namn Roland Lundblad som kom in från klubben Rimbo - han gjorde inte mindre än 16 mål under debutsäsongen. Detta hjälpte dock inte AIK som aldrig var med i toppstriden och slutade på en femteplats. Något som kan vara värt att veta var att AIK spelade mot Brasiliens A-landslag som var ett genrep inför lagets spel. Med i laget fanns bland annat Pelé och Garrincha.
1967 kom AIK femma i Allsvenskan efter en strålande inledning då man faktiskt ledde serien efter nio omgångar men sedan vände allt på en femöring. På tjugo minuter så gick Örebro SK från 0-0 till 5-0 och markerar den punkt då AIK började gå sämre och man hamnade till som sagt på en femteplats och ytterligare ett mellanår för AIK som står i skuggan av de allsvenska giganterna Malmö FF samt lokalrivalen Djurgården. 1968, 1969 och 1970 bjöd på bottenplaceringar utan märkvärda händelser - förutom 1968 som blev den jämnaste upplagan av Allsvenskan någonsin, men AIK kom endast 10:a. Man var nedflyttningshotade samtliga år och kunde inte prestera den fotboll som alla fans hoppades på.

### Två stora silver och ett cupguld (1971–1976)
1971 började bröderna Börje och Yngve Leback spela i AIK efter att ha spelat i Älvsjö AIK ett par år - och de skulle spela i AIK under åtta år framåt. Allsvenskan började 1971 precis som den 1970, nämligen bra, och ledde serien efter åtta omgångar. Det var först efter ett dubbelmöte mot de blivande seriesegrarna Malmö FF som allt vände - Malmö vann med 4-0 och 5-1 och AIK kom till slut sjua. Däremot vann AIK tre av de fyra derbyna som spelades mot Hammarby (en vinst och en förlust) och Djurgården (två vinster) men förlorade också med hela 8-2 i en match mot Åtvidaberg. Däremot gick det mycket bättre 1972 och AIK gjorde sitt bästa år sedan guldåret 1937. Under våren var AIK inte med i toppen, men hade tätkänning bakom, och till slut var det Åtvidaberg och AIK som gjorde upp kampen om guldet. Men Åtvidaberg vann serien en poäng före AIK, detta trots att AIK vann över Åtvidaberg i den sista matchen med 2-1 på Råsunda inför 19 666 åskådare.
1973 hade Allsvenskan utökats till 14 lag för första gången och AIK hade fått behålla sitt lag och satsade mot guld. Men våren började dåligt och det tog hela sju omgångar innan den första segern, 4-1 mot Saab, kom. En ljuspunkt från våren däremot var AIK:s bortamatch mot Djurgårdens IF. Efter en minuts spel hade AIK fått ett mål bortdömt på offside. Men trots detta ledde AIK efter tre minuters spel med 2-0 och AIK vann till slut med 4-0. Trots detta låg AIK bara en poäng före de som låg sist när tretton av tjugosex matcher hade spelats. Därefter vann AIK elva av tretton matcher men kom ändå bara femma på 30 poäng (varav nio poäng togs första halvan av serien och tjugoen den andra halvan). AIK spelade även i UEFA-cupen denna säsong men åkte ut i första omgången mot B1903.
Säsongen därefter tog AIK sitt andra stora silver på tre år - fast denna gång var de inte i närheten av att vinna serien till skillnad från 1972. Innan sommaruppehållet, som kom redan efter tio omgångar eftersom VM i Västtyskland spelades, så förlorade AIK bara en match och vann bland annat mot kommande svenska mästarna Malmö FF. Därefter gick det sämre och AIK blandade segrar med förluster (0-6 mot Öster som den största och 1-2 mot Malmö som den viktigaste) och andra märkliga resultat, till exempel en match mot Elfsborg då AIK låg under med 2-0 i halvtid men vann med 4-2. Till slut kom AIK tvåa på 34 poäng, nio poäng efter Malmö FF och en poäng före trean Östers IF. Noterbart denna säsong är att Sanny Åslund såldes till spanska Espanyol för en halv miljon svenska kronor - en för den tiden mycket stor summa. 1975 var ytterligare ett mellanår för AIK:s del och laget kom på en femteplats i Allsvenskan. I UEFA-cupen åkte man återigen ut i den första omgången, denna gång mot Spartak Moskva från Ryssland.
Säsongen 1976 inleddes med att AIK spelade i semifinalen av Svenska Cupens upplaga 1975/76 mot regerande svenska mästarna Malmö FF. AIK vann också matchen med 2-1, efter att Malmö under matchen fått två spelare utvisade och AIK var i cupfinal, som spelades bäst av två matcher. Den första matchen, vilket var en bortamatch mot Landskrona, slutade 1-1. AIK vann Svenska Cupen efter att ha vunnit hemmamatchen med 3-0 och det var i denna match som Sven Dahlkvist fick sitt stora genombrott efter att ha spelat en viktig roll i vinsten. Cupsegern till trots, AIK:s inledning av Allsvenskan var skral och det tog åtta omgångar för AIK att vinna sin första match efter att Sven "Dala" Dahlkvist gjorde sitt första allsvenska mål. Och han skulle spela en mycket stor roll i höstderbyt mot Djurgårdens IF.
AIK och Djurgården låg i den nedre delen av serien - båda på 14 poäng efter 19 spelade matcher. Men skillnaden var större än så när matchen började. I halvtid ledde AIK med 1-0 efter ett mål av "Dala" Dahlkvist i 39:e matchminuten. I den andra halvleken gjordes det dock inte mindre än fyra mål och matchen slutade 5-0 till AIK inför 22 905 åskådare på Råsunda. "Dala" tillskrevs de tre första målen, fastän det andra målet i 48:e målet var ett självmål enligt egen utsago. AIK kom till slut på en sjundeplats i Allsvenskan. Det blev även cupspel säsongen 1976, denna gång cupvinnarcupen. Efter svagt intresse i Sverige blev det en förlust med 2-1 mot Galatasaray från Turkiet på hemmaplan inför 2 330 personer. Returen i Turkiet spelades inför 45 000 åskådare och slutade 1-1.
1971: 7:a (Allsvenskan)

1972: 2:a (Allsvenskan)

1973: 5:a (Allsvenskan)

1974: 2:a (Allsvenskan)

1975: 5:a (Allsvenskan)

1976: 7:a (Allsvenskan) + Vinnare av Svenska cupen

### Krisår (1977–1979)
1977 gick AIK obesegrade de första fyra matcherna av serien och AIK antogs vara bra nog för en topplacering. Men gick det utför. AIK:s tränare fick en hjärtattack och kunde inte leda laget och sedan vann AIK bara en av de 13 efterföljande matcherna och AIK:s målvakt bröt armbågen efter en 5-0-förlust mot IFK Norrköping. Då var både Djurgårdens IF och AIK fast nere i botten och det skulle spelas ett derby - kallat "ödesderbyt" - mellan lagen, en match som AIK vann med två mål mot noll inför dryga 26 000 åskådare. Trots detta låg AIK på en nedflyttningsplats med två omgångar kvar och man skulle möta de klara svenska mästarna Malmö FF och förra årets mästare Halmstads BK. I matchen mot Malmö låg AIK till en början under med 1-0 efter att Malmö nätat efter bara en kvart. Men AIK lyckades vända och i paus stod det 2-1 till AIK, som till slut vann med 3-1. Detta innebar att AIK var två poäng över nedflyttningsstrecket och var tvungna att spela oavgjort för att säkra sin allsvenska plats. Och matchen mot Halmstad slutade 2-2, efter att AIK först tagit ledningen, sen tappat den till Halmstad och sen lyckades AIK kvittera i andra halvlek. Detta innebar att AIK var kvar i Allsvenskan, åtminstone ytterligare säsong.
1978 kom AIK bättre placeringsmässigt (sjua) trots dåligt spel, men det stora problemet för nästan alla allsvenska klubbar var inte spelet - utan publiken. AIK hade "vanliga" publiksiffror på mellan 2 000 och 4 000 åskådare per match och en match mot Djurgården drog till exempel bara cirka 11 300 åskådare - den lägsta publiksiffran på ett derby i Allsvenskan någonsin. Säsongen efter däremot skulle skrivas in som en speciell säsong i historieböckerna, nämligen att AIK för tredje gången i sin egen historia flyttas ner till den näst högsta serien.
Men försäsongen 1979 gick mycket bättre än det senare seriespelet. AIK vann tio av elva försäsongsmatcher (den enda icke-vinsten var en oavgjord match mot Brommapojkarna) och i premiären var de favoriter mot gästande IF Elfsborg. Men inför 8117 personer förlorade AIK med 1-0 och AIK:s supportrar lyckades förstöra SVT Sportens reportage om matchen - vilket var första gången AIK:s supportrar på allvar lyckats göra en svart rubrik. Men det skulle hända igen - under denna säsong och många tillfällen framöver under AIK Fotbolls historia. De gulsvarta förlorade även nästa match mot IFK Norrköping, med 3-0, samt den tredje mot Halmstad hemma, också den med 3-0. AIK låg efter tre omgångar sist med noll poäng och 0-7 i målskillnad innan den första vinsten kom, 1-0 borta mot Sundsvall. Men det fortsatte att gå dåligt för AIK, och de lyckades inte vinna på sju matcher i sträck innan en vinst mot Halmia, som följdes av ytterligare en förlustsvit innan AIK mötte och vann över Halmia ytterligare en gång.
Men tack vare en jämn bottenstrid låg AIK på en tiondeplats tabellen vid detta tillfälle, men var bara ett poäng från nedflyttning. Men på nedflyttningsplats låg man med sju dagar kvar och var tvungna att vinna ett flertal matcher för att lyckas hänga kvar. Och matchen därpå vann AIK med hela 4-0 över Åtvidaberg och med sex matcher kvar var AIK elva med 16 poäng, sist låg Halmia med 6 poäng, näst sist Sundsvall och tolva Landskrona, med 15 respektive 16 poäng. I den 21:a omgången spelade AIK 1-1 mot Hammarby och hade då två poängs marginal till nedflyttningsstrecket och i matchen efteråt ledde AIK med 3-2 mot Kalmar i slutminuterna - men Kalmar lyckades vända och vinna med 4-3, detta gjorde att AIK endast var en poäng över strecket (istället för tre). Matchen därefter slutade 2-2 och efter det vann AIK. Olyckligtvis för AIK:s del vann också bottenkonkurrenterna och AIK var fortsatt endast en poäng över nedflyttningsstrecket - och de skulle avsluta mot bottenkonkurrenten IFK Sundsvall och de blivande svenska mästarna Halmstads BK. AIK förlorade båda med 2-0 och trillade således ur Fotbollsallsvenskan.
1977: 11:a (Allsvenskan)

1978: 7:a (Allsvenskan)

1979: 13:e (Allsvenskan)

### Tillbaka till toppen (1980–1986)
Det enda som accepterades inför AIK:s tredje säsong i den näst högsta serien var att omedelbart flyttas upp. Och laget storsatsade också och värvade friskt (bland annat Sanny Åslund som återvände från Malmö FF där han spelat en tid) och behöll spelare som Sven Dahlkvist och Göran Göransson. Men det fanns ett annat lag som storsatsade, nämligen Örebro SK, och bara ett lag kunde gå upp. De två första matcherna vann AIK med 4-0 och 6-1. Sedan följde två oavgjorda samt en vinst mot BP och därefter väntade en tidig seriefinal mot Karlstad, som faktiskt ledde serien en poäng före AIK. Och Karlstad vann med 2-1 och i matchen efteråt förlorade AIK med 3-0 mot Örebro och låg femma, med en match mer spelad än många andra lag. Sedan kom AIK igång tillfälligt och vann två matcher med totalt 10-2. Därefter följde en förlust och en oavgjord innan AIK vann med hela 7-0 mot Hudiksvall vilket var början på en svit med sju raka segrar och efter den sviten ledde AIK serien en poäng före Örebro. Därefter spelade de 1-1 och var på samma poäng som Örebro. Men oron var kortvarig och AIK vann för det mesta till serien tog slut och AIK hamnade på 41 poäng, tre före Örebro - och AIK var uppe i Allsvenskan igen.
1981 var ingen toppsäsong av AIK, men de lyckades i varje fall hänga kvar och framför allt behålla "Dala" och Göranson. I derbyna gick det sådär, två förluster mot Hammarby, en vinst och en oavgjord mot Djurgården. Den oavgjorda matchen var Djurgårdens enda chans att hänga kvar i Allsvenskan, men inför endast 5509 åskådare spelade AIK och DIF 0-0 och Djurgården flyttades ner. Inför 1982 hade seriesystem gjorts om - det skulle bara spela åtta lag i allsvenskan där de åtta bästa lagen skulle gå till slutspel och de fyra sista till kvalspel för att hänga kvar i serien. För AIK:s del gick det inte bra och till slut kom de på en elfteplats och var alltså tvungna att kvala för att hänga kvar i högsta serien, och den kvalmatchen spelades mot Djurgårdens IF. Det spelades två kvalmatcher, hemma och borta, och AIK lyckades vinna matchen på Stadion med 2-1 och fick till 2-2 hemma på Råsunda. Hade Djurgården fått in ett 3-2-mål hade de istället gått upp i och med fler gjorda bortamål.
Men trots att nästan bli nedflyttade 1982 gick det mycket bra för AIK 1983 då de vann den allsvenska serien med tre poäng för Malmö FF. Men det spelades slutspel och AIK var alltså tvungna att spela både kvartsfinal, semifinal och final för att kunna vinna SM-guld. Och väl i slutspelet inledde de mot Hammarby IF och i det första derbyt på Råsunda vann AIK med 5-2 inför 18 975 åskådare och den andra matchen slutade 1-1 inför 14 277 och AIK var i semifinal, där de skulle möta IFK Göteborg på Nya Ullevi. AIK förlorade matchen med 3-0 inför cirka 20 000 åskådare och var alltså tvungna att vinna med fyra mål hemma på Råsunda. Och det var nära att det gick hem, AIK vann med 2-0 men var nära att få till en förlängning i slutet av matchen men istället spelade Göteborg final, en match som de senare vann.
1984 skulle det gå nästan lika bra. AIK kom på en andraplats efter regerande svenska mästarna IFK Göteborg efter en strålande vår (på de tio första matcherna vann AIK åtta och ledde den allsvenska serien med fem poäng) och medelmåttig höst. I slutspelets första omgång skulle AIK få möta Norrköping, som slutade femma. Efter en 1-0-förlust på bortaplan vann AIK med 2-1 hemma, något som inte räckte och Norrköping gick till semifinal. I kvartsfinalen missade AIK-spelaren Ove Rübsamen en straff, vilket i stort sett var det sista han gjorde för AIK. 1985 var AIK favoriter att nå slutspel och denna säsong gick endast de fyra bästa vidare. Men AIK missade slutspel på målskillnad till IFK Göteborg efter ett minutdrama i den sista omgången då Göteborg lyckades kvittera på straff och således gick Göteborg till slutspel istället för gulsvarta AIK. Detta gjorde också att Göteborg kvalificerade sig för UEFA-cupen, som Göteborg så småningom vann.
Året därefter blev det nästan SM-guld för AIK då det nådde final i slutspelet efter att ha kommit trea i den allsvenska serien 1986. Först i den allsvenska serien kom Malmö FF, hela tolv poäng före AIK och sex poäng före tvåan IFK Göteborg. AIK inledde slutspelet hemma mot IFK Göteborg på Stockholms stadion, en match som slutade 0-0 inför drygt tio och ett halvt tusen åskådare vilket gav ett bättre läge för AIK än för Göteborg, eftersom AIK hade chansen att gå vidare på fler bortamål. Inför lite mindre än 9000 åskådare så spelade AIK och Göteborg 1-1 i Göteborg vilket gjorde att AIK gick vidare på just fler bortamål. Den första finalen, som spelades den 26/10 på Stockholms stadion, vann AIK med 1-0 efter ett straffmål och gav AIK en fördel inför den sista matchen i Malmö. Men väl där lyckades Malmö vinna med hela 5-2 - precis samma resultat som Malmö FF och AIK spelade i den första omgången av Allsvenskan - och AIK fick nöja sig med stora silvret, den bästa prestationen av AIK på 80-talet, för därefter skulle det följa ett par mellanår. 
1980: 1:a (Division 2 Norra)

1981: 8:a (Allsvenskan)

1982: 11:a (Allsvenskan) - Notera att det spelades kvalspel. AIK vann med 4-3 totalt mot Djurgårdens IF

1983: 1:a (Allsvenskan) - Notera att det spelades slutspel. AIK åkte ut i semifinalen mot IFK Göteborg.

1984: 2:a (Allsvenskan) - Notera att det spelades slutspel. AIK åkte ut i kvartsfinalen mot IFK Norrköping.

1985: 5:a (Allsvenskan) - Notera att det spelades slutspel. AIK kom aldrig med då endast de fyra bästa fick spela i slutspelet.

1986: 3:a (Allsvenskan) - Notera att det spelades slutspel. AIK förlorade finalen mot Malmö FF.

### 1987–1991
1987: 9:a (Allsvenskan)

1988: 10:a (Allsvenskan)

1989: 8:a (Allsvenskan)

1990: 8:a (Allsvenskan)

1991: 4:a (Allsvenskan), 6:a (Mästerskapsserien)

### Svenska mästare 1992
Se även Fotbollsallsvenskan 1992
Efter 55 år tog AIK åter SM-guld i fotboll (för nionde gången, senast var 1936/37). Tommy Söderberg, senare svenska herrfotbollslandslagets förbundskapten, tränade laget. Allsvenskan 1992 spelades med en grundserie, Allsvenskan, där de sex bästa av tio lag gick vidare till Mästerskapsserien. I Mästerskapsserien tog man med sig poängen från grundserien, dock endast hälften av sin poäng, som avrundades uppåt. Vinnaren i Mästerskapsserien vann SM-guldet. (De fyra sämst placerade lagen i Allsvenskan gick till en kvalserie.) För AIK gick det inte särskilt bra i Allsvenskan. De kom fyra och fick 27 poäng. Ettan, IFK Norrköping fick 36 poäng. AIK fick därmed börja mästerskapsserien med 14 poäng, fyra poäng efter IFK Norrköping. Men väl i Mästerskapsserien ryckte AIK upp sig och tog 20 poäng och slutade på 34 poäng. De gick därmed förbi IFK Norrköping, som tog 14 poäng i Mästerskapsserien, och slutade på 32 poäng.

### Mellanåren 1993–1997
Efter SM-guldet 1992 hamnade AIK på en tredjeplats i Allsvenskan bakom IFK Norrköping och IFK Göteborg och var egentligen aldrig nära att vinna guldet, utan hamnade tretton poäng bakom de allsvenska mästerna Göteborg. Men AIK spelade i UEFA Champions League för första gången i klubbens historia till följd av vinsten 1992. Där fick AIK möta AC Sparta Prag, vilket var Tjeckiens bästa lag, och vann på hemmaplan med 1-0 men förlorade på bortaplan med 2-0 och åkte därmed ut i första omgången. Men tredjeplatsen 1993 gav en plats i UEFA-cupen 1994/1995. Själva Allsvenskan 1994 blev en mellansäsong och AIK slutade sexa och kvalificerade sig därmed inte för något Europa-spel via Allsvenskan utan fick förlita sig till UEFA-cupen som spelades 94/95. Där började det bra med en vinst mot litauiska ROMAR i kvalomgången. I den första riktiga omgången ställdes AIK på nytt mot ett tjeckiskt lag, denna gång mot SK Slavia Prag. Men den här gången gick AIK vidare efter 0-0 hemma och 2-2 borta (bortamålsregeln) och fick därmed möta det italienska laget AC Parma - som då var ett storlag - och åkte föga överraskande ut efter 0-1 hemma och 0-2 borta.
Allsvenskan 1995 blev AIK för första gången på mycket länge inte bäst i stan, då Djurgårdens IF som nykomlingar lyckades sluta sexa när AIK slutade åtta. Det blev alltså åter en mellansäsong för AIK, men i Svenska Cupen gick det bättre. AIK lyckades komma till final av upplagan 94/95 där de ställdes mot Halmstads BK. Men där förlorade laget med 3-1 och kvalificerade sig inte för Cupvinnarcupen och därmed inte något spel i Europa. Fotbollsallsvenskan 1996 blev ytterligare en mellansäsong (fyra) efter att Göteborg överlägset vunnit serien och 1997 slutade laget åtta. Men i Svenska Cupen gick det bättre, i upplagan 95/96 gick AIK till final och fick möta Malmö FF i finalen på Gamla Ullevi, som AIK vann efter förlängning med 1-0, och därmed blev det spel i Cupvinnarcupen 1996/1997. AIK började att slå ut KR från Island med 2-1 totalt och mötte Nîmes Olympique (från Frankrike) i den andra omgången. Där vann AIK borta med 3-1 och förlorade hemma med 1-0, vilket räckte för avancemang (med totalt 3-2). I kvartsfinalen ställdes AIK mot storlaget från Spanien, FC Barcelona, och lyckades faktiskt ta ledningen i den första matchen på bortaplan med 1-0 efter knappt en minut. Barcelona vann dock med 3-1 och mötet på AIK:s hemmaplan Råsunda slutade till slut 1-1 och AIK var utslagna.
AIK lyckades även bärga en seger i Svenska Cupen 1996/97 efter en finalseger mot Elfsborg med 2-1 på Ryavallen i Borås. Detta kvalificerade AIK för ytterligare spel i Europa genom Cupvinnarcupen 1997/1998 - där det dock inte gick särskilt bra. AIK åkte nämligen ut direkt i första omgången mot NK Primorje efter att ha förlorat med 1-0 hemma och spelat 1-1 borta.
1993: 3:a (Allsvenskan)

1994: 6:a (Allsvenskan)

1995: 8:a (Allsvenskan)

1996: 4:a (Allsvenskan)

1997: 8:a (Allsvenskan)

### Svenska mästare 1998
Se även: Fotbollsallsvenskan 1998
1998 vann AIK för tionde gången Allsvenskan efter att ha fått 46 poäng på 26 omgångar, vilket var två poäng fler än tvåan Helsingborgs IF. AIK inledde Allsvenskan med att ligga fyra från slutet efter tio omgångar. Men därefter bytte AIK målvakt, Lee Baxter ersattes av Mattias Asper och med Mattias förlorade inte AIK en enda allsvensk match. Till slut låg AIK tvåa efter 25 omgångar. Då skulle AIK möta Örgryte och Helsingborg skulle möta redan nedflyttningsklara BK Häcken. Helsingborg sågs som klara favoriter, eftersom de på egen hand kunde vinna guldet genom en seger mot Häcken. AIK vann med 1-0 och Helsingborg förlorade med 2-1 och AIK blev därmed svenska mästare 1998.
Tabellen
|    |                    | S  | V  | O  | F  | GM | IM | MS  | P  |
| -- | ------------------ | -- | -- | -- | -- | -- | -- | --- | -- |
| 1  | AIK                | 26 | 11 | 13 | 2  | 25 | 15 | +10 | 46 |
| 2  | Helsingborgs IF    | 26 | 12 | 8  | 6  | 43 | 28 | +15 | 44 |
| 3  | Hammarby IF        | 26 | 11 | 9  | 6  | 39 | 34 | +5  | 42 |
| 4  | Halmstads BK       | 26 | 12 | 5  | 9  | 42 | 40 | +11 | 41 |
| 5  | Västra Frölunda IF | 26 | 10 | 8  | 8  | 29 | 31 | -2  | 38 |
| 6  | Örebro SK          | 26 | 10 | 6  | 10 | 35 | 38 | -3  | 36 |
| 7  | IFK Norrköping     | 26 | 9  | 8  | 9  | 43 | 35 | +8  | 35 |
| 8  | IFK Göteborg       | 26 | 9  | 8  | 9  | 27 | 29 | -2  | 35 |
| 9  | Malmö FF           | 26 | 9  | 6  | 11 | 35 | 30 | +5  | 33 |
| 10 | IF Elfsborg        | 26 | 8  | 9  | 9  | 36 | 33 | +3  | 33 |
| 11 | Trelleborgs FF     | 26 | 8  | 8  | 10 | 31 | 35 | -4  | 32 |
| 12 | Örgryte IS         | 26 | 7  | 7  | 12 | 35 | 36 | -1  | 28 |
| 13 | BK Häcken          | 26 | 7  | 6  | 13 | 27 | 46 | -19 | 27 |
| 14 | Östers IF          | 26 | 5  | 7  | 14 | 26 | 43 | -17 | 22 |

### Början av 2000-talet (1999–2004)
1999 följde spel i UEFA Champions League där AIK mötte FC Barcelona, Arsenal FC och ACF Fiorentina. Men där gick det dock inte särskilt bra,  vilket dock är förståeligt med tanke på motståndet - då alla klubbarna var ledande i respektive länder. AIK lyckades dock ta ledningen mot Barcelona med mindre än en kvart kvar tack vare Nebojša Novakovics vackra lobb över Barcelonas målvakt. Barcelona lyckades dock kvittitera tack vare ett minst sagt katastrofalt domslut av domaren i matchen, då AIK skulle göra ett byte och när Nebojša var på väg ut slog Barcelona sin hörna och gjorde mål. Kraftiga protester utbröt, och det var tvister om målet långt efter att matchen hade slutat. I övrigt förlorade man bortamötet mot Barcelona, och de två matcherna mot Arsenal och även bortamatchen mot Fiorentina, hemma lyckades man spela 0-0 och ta en poäng. Målskyttarna för AIK i de 6 matcherna var Nebojša Novakovic (som gjorde det första, och av många ansett det snyggaste, målet mot FC Barcelona), Krister Nordin och Andreas Andersson.
1999 kom man också tvåa i Allsvenskan, ett resultat AIK inte riktigt var nöjda med då de hade guldkänning. Men man fick ett guld den säsongen, i Svenska Cupen. Det avslutade 90-talets guldår och AIK fick ihop två SM-guld och tre guld i Svenska Cupen samt två övriga medaljplaceringar i Allsvenskan.
Det var när man kom in i 2000-talet som det långsamt började gå neråt. AIK satsade på stora och dyra nyförvärv och på att vinna Allsvenskan varje år, men lyckades inte, utan blev istället nedflyttade 2004 och drogs med stora ekonomiska problem. Men samtliga år, förutom 2004, bjöd på höga placeringar. 2000 kom de trea och var länge med i guldstriden. Men säsongen därefter var man tvungna att lämna bort kronan som Stockholms giganter i fotboll. AIK blev sämsta lag i Stockholm säsongen 2001 efter att Hammarby vunnit och nykomlingarna Djurgården vunnit - AIK kom trea, fast utan att riktigt vara med i toppstriden. Och det skulle inte gå bättre - 2002 och 2003 vann Djurgården medan AIK kom femma båda säsongerna (2002 kom Hammarby åtta och 2003 tvåa). Och 2004 flyttades AIK ner för fjärde gången i historien efter en dålig säsong. Säsongen följdes även av en stor läktarskandal i det sista derbyt mot Hammarby IF då AIK-supportrar försökte storma planen. AIK tilldömdes en match utan publik - och i den matchen flyttades AIK ner till Superettan.
1999: 2:a (Allsvenskan)
2000: 3:a (Allsvenskan)

2001: 3:a (Allsvenskan)

2002: 5:a (Allsvenskan)

2003: 5:a (Allsvenskan)

2004: 13:e (Allsvenskan)

### Uppflyttning 2005
Efter att ha flyttats ner från Allsvenskan 2004 vann AIK Superettan 2005 och gick därmed direkt upp igen, vilket även har skett vid de tre tidigare tillfällen klubben degraderats från Allsvenskan. AIK har därför rekordet för flest spelade säsonger i Allsvenskan.
Året 2005 började dock inte bra, de inledde förvisso med 1-0-vinst över Degerfors IF, men sedan förlorade de två matcher i rad mot IFK Norrköping och Väsby United. Men i den fjärde omgången, då man mötte IF Brommapojkarna i ett derby, vände allt. AIK vann matchen med 2-1 och förlorade inte en match på 15 omgångar.
I omgång 26 hade AIK chansen att säkra allsvenskt spel, då man mötte GAIS. Matchen blev den en av de bästa matcherna i Superettan 2005. Efter 0-0 i halvtid så exploderade matchen i andra halvlek: den började med att AIK gjorde 1-0 någon minut in i den andra halvleken, fem minuter senare kvitterade GAIS, och endast en minut och elva sekunder efter kvitteringen tog de även ledningen med 2-1. Daniel Tjernström kvitterade dock för AIK sex minuter senare. Sedan var det måltorka i nästan exakt en halvtimme, sedan, i den 87 minuten, gjorde AIK 3-2 genom Nicklas Carlsson och majoriteten av Råsunda antog att AIK var klara för Allsvenskan. Men på övertid kvitterade GAIS, och AIK blev tvungna att skjuta upp sitt firande till omgång 27, då man mötte Västerås SK.
Allt AIK behövde var att få fler eller lika många poäng som GAIS den omgången. Men det började dåligt efter att Västerås (som låg sist i tabellen och hade förlorat mot AIK med 5-0 i omgång elva) tagit ledningen med 1-0 i den sjuttonde minuten. Men mittbacken Nicklas Carlsson gjorde 1-1 fem minuter senare och 1-1 stod sig som halvtidsresultat. I matchen mellan GAIS och Trelleborgs FF stod det 0-0. I den 70 minuten gjorde Nicklas Carlsson 2-1, vilket innebar att AIK var vidare, oavsett resultatet mellan GAIS och Trelleborg. När matchen var slut stormade cirka 6000 AIK:are (en majoritet av supportrarna på plats på Arosvallen i Västerås) in på planen för att fira sitt lag. AIK fick böta 100 000 kronor för den här händelsen, men supporterföreningen Sol Invictus samlade in pengar och betalade av bötessumman och skänkte överskottet till AIK:s moderförening.
Man säkrade sedan även seriesegern efter en 2-1-vinst över Östers IF i den 29:e omgången.
2005: 1:a (Superettan)

### Nystart i Allsvenskan och det elfte guldet (2006–)

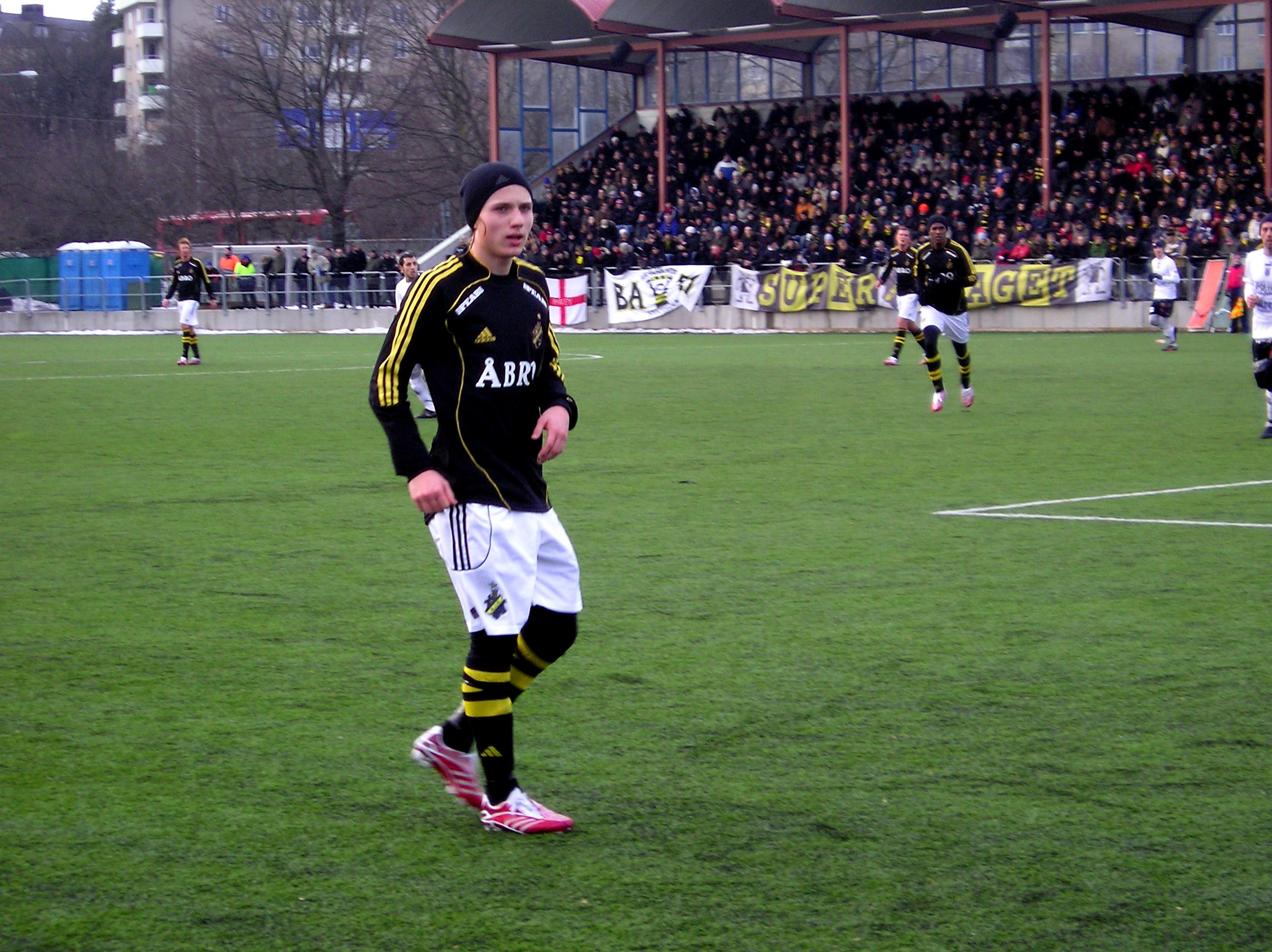
Pierre Bengtsson i AIK-tröjan 2007.

När AIK hade återvänt till Allsvenskan blev det genast mycket skriverier, inte minst när Stefan Batan värvades till klubben. Batan rev sitt eget kontrakt efter att han hade fått ett erbjudande från Djurgården. När Allsvenskan skulle börja i maj var det mycket diskussioner om att Johan Mjällby var tillbaka i AIK-tröjan. När såväl premiären mot Gefle IF var där så satt 23 822 åskådare på läktarna. Matchen slutade 2-2.
Inför säsongen var AIK var inte favorittippat, men tränaren Rikard Norling sade att målet med säsongen var guld, fast han togs inte seriöst av många medier. Men Rikard Norling visade kritikerna att han var allvarlig. AIK öste in mål och man placerade sig högt upp i tabellen. Innan VM-uppehållet så låg AIK trea och mest anmärkningsvärt var kanske segern mot de regerande svenska mästarna Djurgårdens IF med Stefan Batan i truppen. Batan blev inbytt i matchen och blev utbuad av hemmapubliken. Matchen slutade 3-1. Vårens framgångar visade sig inte vara en engångsföreteelse, när Allsvenskan drog igång igen så hängde AIK på i toppen. Genom hela året så var AIK en guldkandidat och när säsongen skulle summeras så var AIK tvåa.
2007 var AIK favorittippade och hängde med i toppen länge, men när anfallaren Wilton Figueiredo såldes lyckades AIK inte göra ett enda mål i de sista matcherna och slutade till sist femma. Säsongen därefter, 2008, gick det dåligt för klubben. Efter en turbulent säsong, där AIK till slut lyckades hamna femma, blev tränaren Rikard Norling sparkad trots förtroende av supportrarna vilket föranledde ett stort tumult och till slut fick även Charlie Granfelt och Ola Andersson avgå från sina poster efter att supportrar nått presskonferensen och skanderat avgå Ola, avgå Ola flera gånger. Inför 2009 anställdes istället Björn Wesström som sportchef och som tränare Mikael Stahre. Och i Fotbollsallsvenskan 2009 blev det succé för den unga duon. Efter en trevande vår, som innehöll tre förluster varav en med hela 3-0 på hemmaplan, så spelade AIK upp sig efter sommaruppehållet. AIK gick upp i serieledning och gjorde upp med bland annat IF Elfsborg, Kalmar FF, Göteborg och Helsingborgs IF om guldet. Men med bara ett par omgångar kvar stod det hela mellan AIK och IFK Göteborg. Dessa två möttes dessutom i den sista omgången av Allsvenskan. Inför den matchen, som kallades "Guldfinalen" och även "den största matchen i svensk fotbolls historia på minst 50 år", låg AIK etta med 58 poäng och IFK Göteborg tvåa med 57 poäng. Med andra ord var situationen som följande:
- Om AIK skulle spela oavgjort eller vinna mot Göteborg så vinner AIK guldet
- IFK Göteborg var tvungna att vinna mot AIK för att vinna guldet

Matchen, som spelades den 1 november 2009, började med att Göteborg tog ledningen med 1-0 genom Thomas Olsson i den 32:a matchminuten. Ställningen var densamma i paus. Men i den andra halvleken vände det då Martin Mutumba tog bollen i den 55:e matchminuten och passade nyförvärvet för säsongen Antonio Flavio som lyckades göra sitt femte mål på tolv matcher. Ett tiotal minuter senare sköt Stefan Selakovic i stolpen men utan att få bollen i mål och matchen stod 1-1 fram till och med den 85:e matchminuten - då fick Dulee Johnson (som återvände från Israel till AIK under sommaren) bollen utanför straffområdet och chippade den till vänster till Daniel Tjernström som helt fri kunde skjuta 2-1 till AIK. Tjernström hade spelat fotboll i AIK sedan 1999 och kommentatorerna uttryckte sig bland annat såhär: "Det är helt otroligt att det är Tjernström som får göra det!, Tjernström av alla människor(Jens Fjellström)" Resultatet stod sig och AIK blev svenska mästare 2009.
Sex dagar senare, den 7 november 2009, möttes AIK och Göteborg även i finalen för Svenska cupen 2009. Denna match som spelades på Råsundastadion vann AIK med 2-0 och de tog därmed sin första "dubbel".
2006: 2:a (Allsvenskan)

2007: 5:a (Allsvenskan)

2008: 5:a (Allsvenskan)

2009: 1:a (Allsvenskan)

### Fotnoter
1. ↑  Lars Nylin: Den nödvändiga boken om allsvenskan, 2004
2. ↑  Karas, Steffen (2022) (på tyska). 66 Jahre BFC Dynamo – Auswärts mit ‘nem Bus (2). Berlin: CULTURCON medien, ansvarig utgivare: Bernd Oeljeschläger. sid. 260. ISBN 978-3-944068-95-4
3. ↑  ”Allsvenskt kval”. SVT. Arkiverad från originalet den 15 april 2015. https://web.archive.org/web/20150415160312/http://www.svt.se/stopptid/se-program/allsvenskt-kval-1. Läst 10 april 2015.
4. ↑  Solinvictus.se Arkiverad 2 januari 2007 hämtat från the Wayback Machine.: AIK:s överklagan gick inte igenom (15/12)
5. ↑  DN.se: Stefan Batan ratade AIK - skrev på för Djurgården (2005-11-21)
6. ↑  Sportbladet: Batan utbuad av AIK publiken (2006-04-28)